# Jorge Guardiola Hay
Jorge Guardiola Hay (Madrid, Espanya 1963) és un tirador espanyol, ja retirat, guanyador d'una medalla olímpica.

## Biografia
Va néixer l'11 de setembre de 1963 a la ciutat de Madrid, capital d'Espanya.

## Carrera esportiva
Va participar, als 25 anys, en els Jocs Olímpics d'Estiu de 1988 celebrats a Seül (Corea del Sud), on aconseguí guanyar la medalla de bronze en la prova mixta de skeet. En els Jocs Olímpics d'Estiu de 1992 celebrats a Barcelona (Espanya) finalitzà en setzena posició en aquesta mateixa prova.